# Ludovico Mazzanti

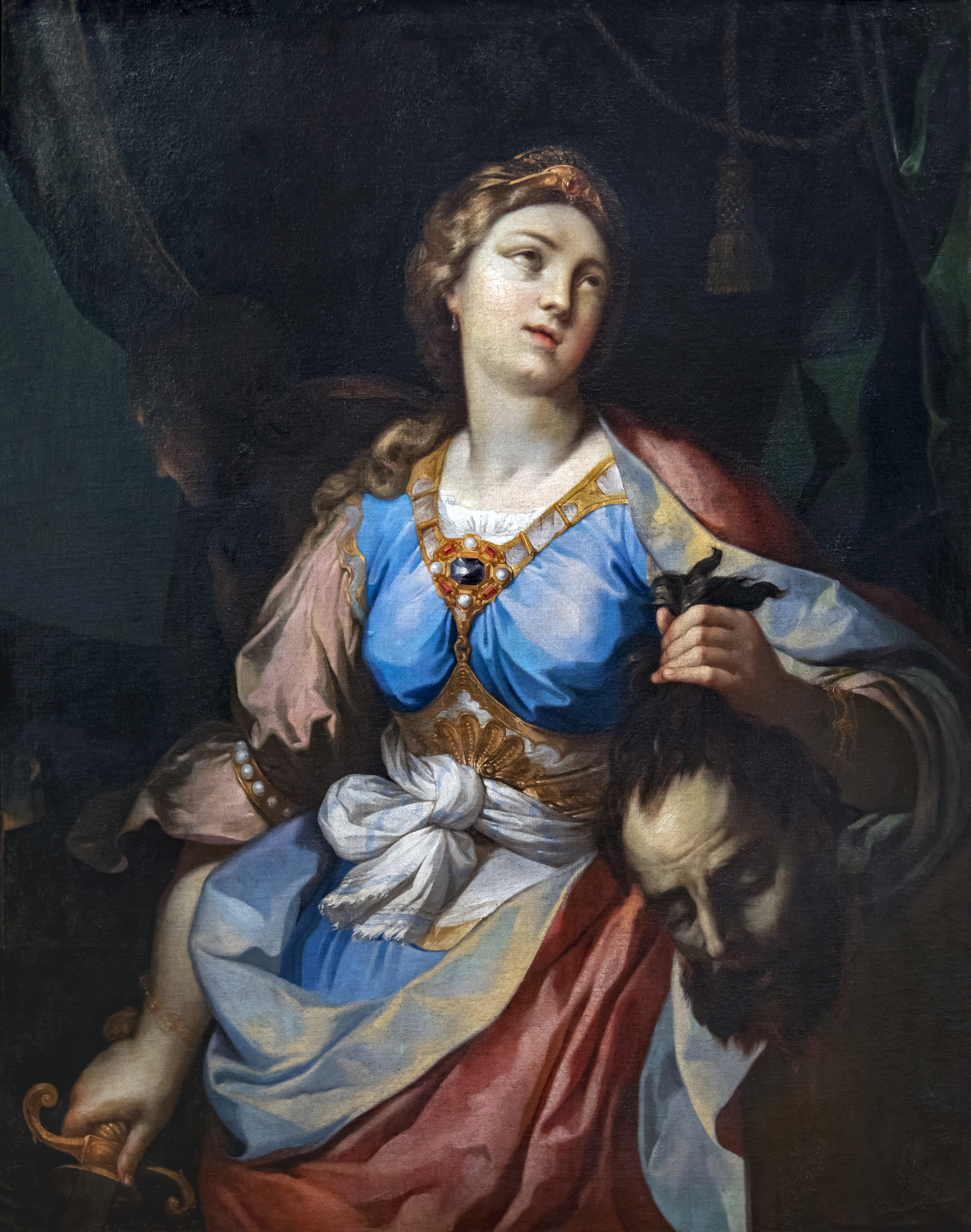
Giuditta e Oloferne 1740, Collezione Motais de Narbonne.

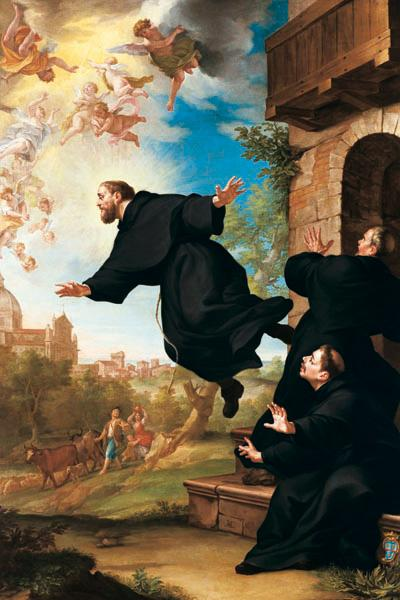
Ludovico Mazzanti, San Giuseppe da Copertino si eleva in volo alla vista della Basilica di Loreto.

Ludovico Mazzanti (Roma, 5 dicembre 1686 – Viterbo, 29 agosto 1775) è stato un pittore italiano.

## Biografia
Nato in una famiglia di nobili origini, si trasferì nel corso dell'infanzia ad Orvieto. Verso il quindicesimo anno d'età si spostò a Roma per studiare pittura ed entrò nella bottega del pittore genovese Giovan Battista Gaulli detto Baciccia.
Uno dei suoi primi lavori fu il progetto per il mosaico superiore del portale centrale della facciata del Duomo di Orvieto.
Iniziò poi ad esercitare la sua arte dipingendo ed affrescando in numerose chiese di Roma ed in particolare eseguì degli affreschi nella Cappella dell'Annunziata nella Chiesa di Sant'Ignazio e nel Palazzo Vidoni Caffarelli.
Passò poi a Napoli dove risiedette stabilmente per circa sette anni nel periodo 1733-1740 e dove realizzò un ciclo di affreschi mariani nell'abside della Chiesa della Nunziatella.
Si spostò poi nella vicina Avellino dove lavorò all'Abbazia di Montevergine. Lavorò anche in Umbria e marcatamente a Città di Castello dove realizzò gli affreschi della cupola del Duomo, andati poi distrutti a seguito del sisma del 12 gennaio 1789 che danneggiò seriamente la chiesa. Nella stessa città realizzò anche altre opere pittoriche ed in particolare due pale d'altare per il monastero delle Murate.
Viaggiò poi nelle Marche passando per l'Umbria e finì in Toscana. Una sua tela di grandi dimensioni è presente nella Chiesa di Santa Maria al Pignone a Firenze e suoi affreschi esistono nell'abside della Cattedrale di Santa Maria Assunta a Sutri.
Sue opere vennero commissionate anche all'estero e si hanno notizie di suoi quadri inviati in Polonia ed a Parigi.